# Buffalo and Erie Railway
Die Buffalo and Erie Railway ist eine ehemalige Interurban-Bahngesellschaft in den US-Bundesstaaten New York und Pennsylvania.
Bereits am 21. April 1864 wurde die Dunkirk and Fredonia Railroad gegründet, die im September 1866 eine Pferdebahn zwischen Dunkirk und Fredonia eröffnete. Am 21. Dezember 1891 wurde die Bahn elektrifiziert. Die Gesellschaft verlängerte 1903 die Strecke über Fredonia hinaus bis Brocton. 1905 wurden für die Verbindungen Buffalo–Dunkirk und Brocton–Erie die Buffalo and Lake Erie Traction Company für den Betrieb sowie die Buffalo, Dunkirk and Western Railroad in New York und die Lake Erie Traction Company in Pennsylvania für den Bau gegründet. Letztere wurde im Dezember 1906 als Lake Erie Electric Traction Company neu aufgestellt. Im gleichen Jahr waren die Strecken Buffalo–Dunkirk und Westfield–Erie eröffnet worden. Der Lückenschluss zwischen Brocton und Westfield ging 1909 in Betrieb. Die Gesellschaft besaß auch die Straßenbahn Erie, sowie die Buffalo and Lackawanna Traction Company und die Hamburg Railway, die beide Straßenbahnen im Großraum Buffalo betrieben.
Die gut ausgebaute insgesamt 148 Kilometer lange normalspurige Strecke war ein Verlustgeschäft, sodass die Gesellschaft 1915 in Konkurs ging. 1920 wurde die Hamburg Railway verkauft, 1925 auch die Straßenbahn Erie. Neue leichtere Straßenbahnwagen brachten eine erhebliche Kosteneinsparung. Am 1. Januar 1925 fusionierten die Dunkirk&Fredonia, die Lake Erie Electric Traction, die Buffalo&Lake Erie sowie die Buffalo, Dunkirk&Western zur Buffalo and Erie Railway Company. Kurzzeitig konnte die Bahn profitabel betrieben werden, jedoch brachte die Große Depression 1929 erneute Verluste mit sich. Im Dezember 1932 endete der Verkehr zwischen Buffalo und Angola sowie zwischen Ripley und Erie. Am 27. Januar 1933 legte die Bahngesellschaft auch die Abschnitte Angola–Dunkirk und Fredonia–Ripley still. Der letzte verbleibende Abschnitt, die Straßenbahn von Dunkirk nach Fredonia, wurde 1934 nach 68 Betriebsjahren auf Busbetrieb umgestellt. Am 14. November 1933 hatte auch die Tochtergesellschaft Buffalo&Lackawanna ihren Straßenbahnbetrieb eingestellt.